# 佩雷西奇內
50°1′54″N 35°58′26″E / 50.03167°N 35.97389°E

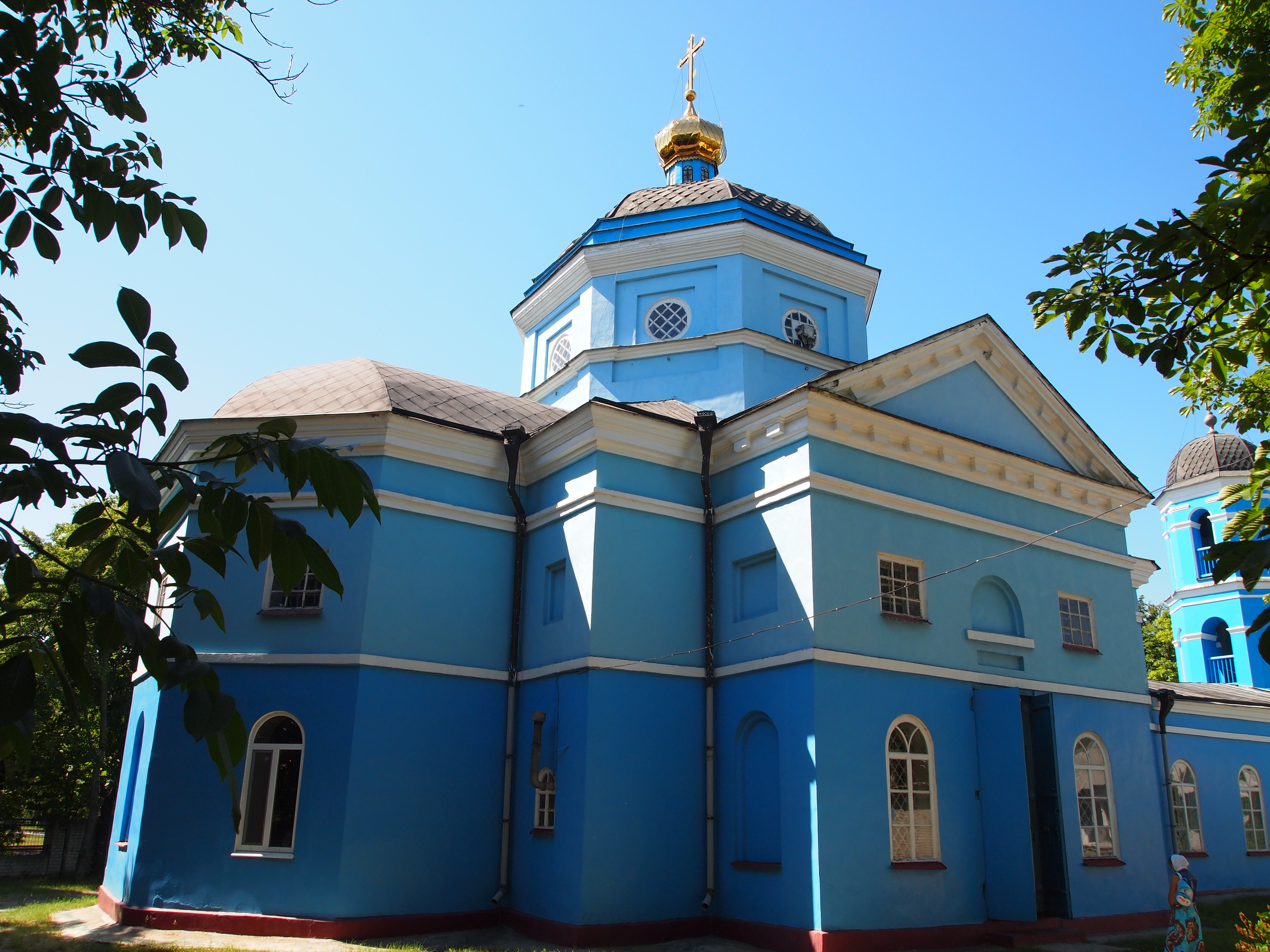
教堂

佩雷西奇內（烏克蘭語：Пересічне），或按俄语译为佩列谢奇纳亚，是位於烏克蘭東部的市級鎮，由哈爾科夫州哈爾科夫區的索洛尼齊夫卡市鎮負責管轄。該鎮處於烏達河畔，始建於1650年，面積5.24平方公里，海拔高度115米，2001年人口7,176，人口密度每平方公里1,369.47人。